# Arma di dignità
In araldica, si definiscono «armi di dignità» quelle che consentono di riconoscere la carica o l'ufficio del personaggio che le portava.
Abitualmente la dignità è indicata dagli ornamenti esteriori dello scudo e si possono riunire in due gruppi principali:
- i timbri, cioè gli elementi posti al di sopra dello scudo, tra i quali si trovano i cappelli ecclesiastici, il corno dogale, il berretto da magistrato, etc.
- le figure che accollano lo scudo, tra cui le ancore, i cannoni, le bandiere, i bastoni da maresciallo, etc. (Contrassegni di dignità)